# Erschießung belarussischer Kulturschaffender (1937)
Die Erschießung belarussischer Kulturschaffender im Jahr 1937, auch bekannt als „Nacht der erschossenen Dichter“ (belarussisch Ноч расстраляных паэтаў), war ein politischer Massenmord an Vertretern der belarussischen Intelligenz sowie an Persönlichkeiten aus Kultur, Wissenschaft und Kunst, der in der Nacht vom 29. auf den 30. Oktober 1937 im internen Gefängnis des NKWD und im Pischtschalowski-Schloss in Minsk stattfand. Die Leichen wurden im Kurapaty-Wald vergraben.

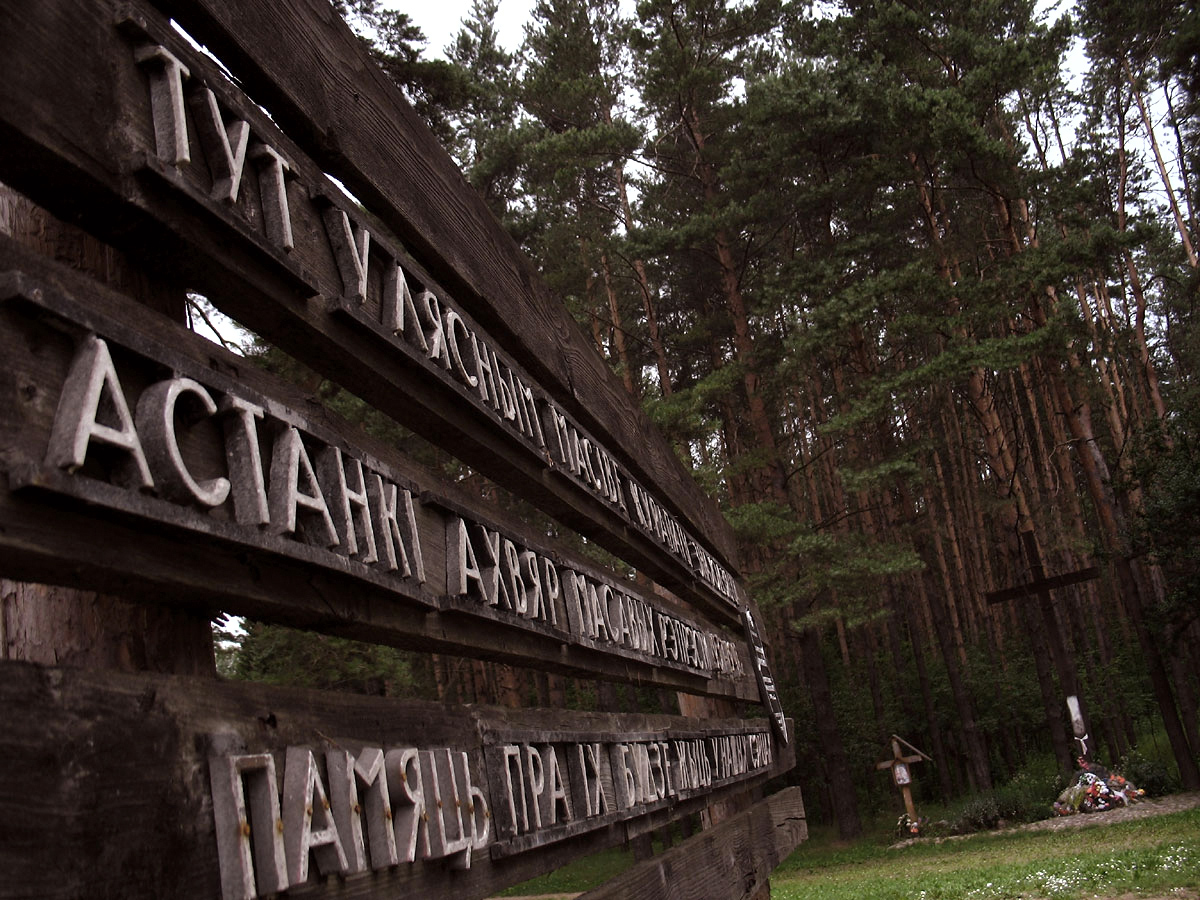
Gedenktafel in Kurapaty

## Ablauf
Bereits in den 1920er Jahren erlebte die Weißrussische Sozialistische Sowjetrepublik die ersten Stalinschen Säuberungen mit dem Ziel, Bemühungen um eine Autonomie („Belarussische Wiedergeburt“) zu beenden, die  insbesondere bei Kulturschaffenden Anklang fanden. In den Jahren von 1929 bis 1931 kam es zu Verhaftungen, darunter von Uładzimir Žyłka, der 1933 in der Verbannung starb, und Uladsimir Dubouka. Andere wie Janka Kupala wurden genötigt, sich von der Wiedergeburtsbewegung loszusagen.
Zwischen 1929 und 1938 richtete sich der Große Terror gegen Zehntausende Personen in Belarus, wobei mehr als hundert Intellektuelle in der „Nacht der erschossenen Dichter“ getötet wurden. Nach der Ermordung von Sergei Mironowitsch Kirow begann Stalin gezielte Aktionen, indem er den Eindruck erweckte, eine Fünfte Kolonne habe die Sowjetunion unterwandert. Anfang 1937 behauptete der NKWD, es existiere ein „Vereinigter antisowjetischer Untergrund“, der auch als „antisowjetische national-faschistische Terrororganisation“ bezeichnet wurde. Mit dieser Lüge konnte gezielt die Intelligenz der Weißrussischen Sowjetrepublik ausgeschaltet werden. Im August 1937 wurden Tausende Werke – darunter Manuskripte – der Beschuldigten verbrannt, da diese belarussischen Literaten „Volksfeinde“ seien. Im September 1937 erhielten 103 beschuldigte Personen die Todesstrafe. Der Verantwortliche NKWD-Chef von Belarus war Boris Berman, der die Urteile mit der Troika fällte, der 1938 dafür selbst verhaftet und 1939 hingerichtet wurde.

## Opfer
Die Zahl der Opfer schwankt bei westlichen Angaben zwischen 108 und 132 belarussischen Oppositionellen, Kulturschaffenden und Wissenschaftlern. Darunter befinden sich allein 22 namentlich bekannte Schriftsteller. In den Geschichtsbüchern von Belarus wird die Zahl der Getöteten deutlich geringer angegeben.
In Hinsicht auf die sehr unterschiedlichen Biographien wurden die Begründungen für die Todesurteile angepasst: Der jüdische Autor Isi Charik wurde beschuldigt, „Mitglied einer trotzkistisch-sinowjewistischen Organisation“ zu sein. Platon Halawatsch hingegen wurde unter Folter gezwungen, sich selbst als „Organisator einer terroristischen Gruppe“ zu beschuldigen, die zur „Durchführung deutsch-faschistischer Aktivitäten“ gegründet worden sei. Auch die Familienmitglieder wurden teilweise mit verurteilt. So wurden die Frauen von Charik und Halawatsch als „Familienmitglied eines Vaterlandsverräters“ zu je acht Jahren Lagerhaft verurteilt und nach Kalaganda deportiert, wo ein umfangreiches Lagersystem bestand. Sie erfuhren teils erst Jahrzehnte später vom Tod ihrer Verwandten, zunächst unter Verschweigen der Erschießung. Einzelne Angehörige erhielten in den 1990er Jahren Zugang zu den Akten ihrer Verwandten und erfuhren erst dann das Todesdatum.

### Bekannte Personen

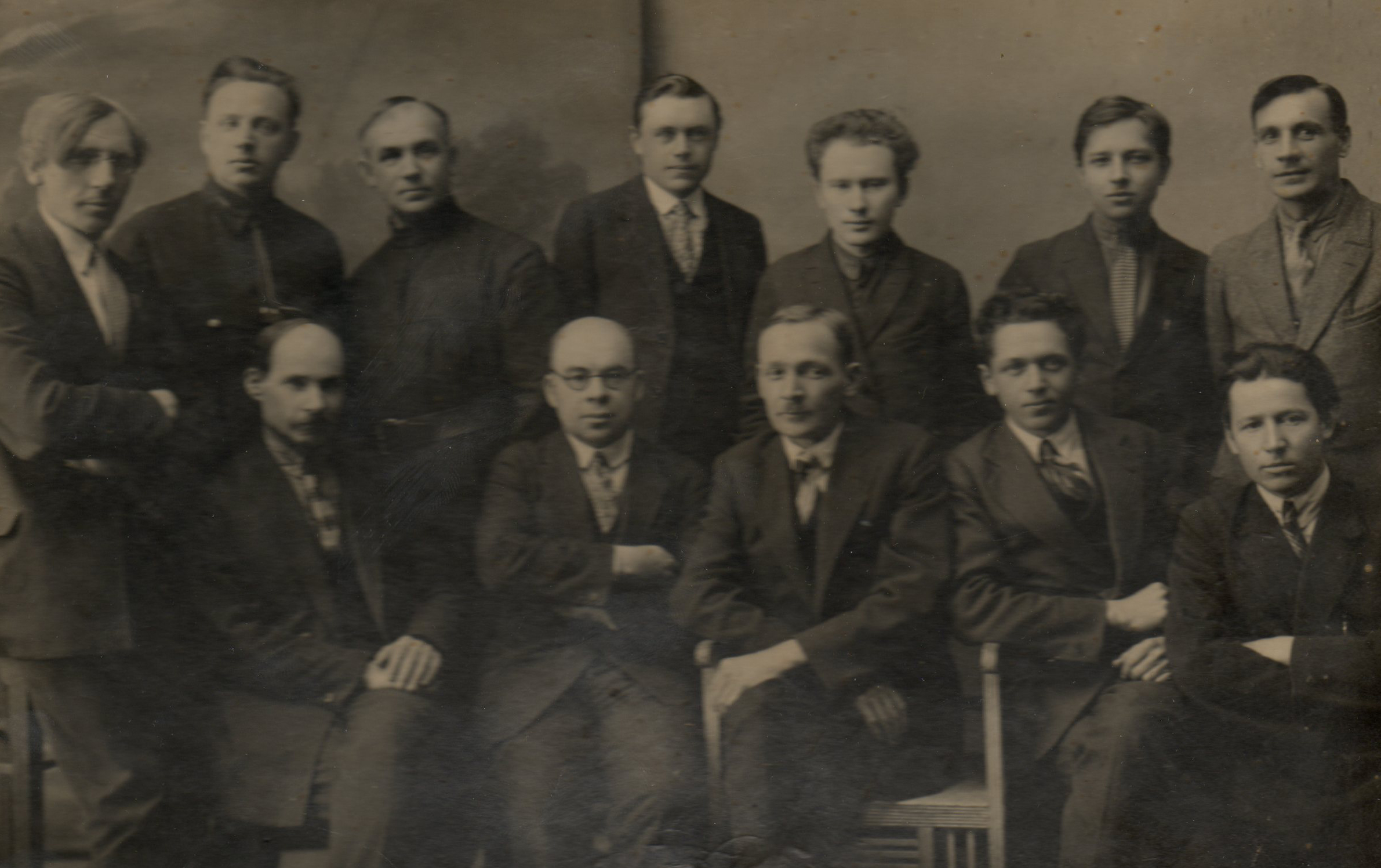
Teil der Schriftsteller zu Lebzeiten

Schriftsteller, Dichter, Literaturkritiker: Michas Tscharot, Todar Kljaschtorny, Ales Dudar, Jurka Ljawonny, Anatol Wolny, Michail Kasjankou, Platon Halawatsch, Julij Taubin, Walery Marakou, Moische Kulbak, Isi Charik, Wasil Staschewski, Janka Njomanski, Zjama Piwowarow, Serhej Murzo, Vasyl Kaval, Aron Judelson.
Politiker: Maksym Lewkow, Lew Moisejev, Boris Malov, Boris Marjanov, Smiser Selov, Andrej Turlaj, Aleksandr Woronchenko, Viktor Jarkin, Zakhar Kawalchuk, Aleksandr Chernushewich.
Wissenschaftler: Ananij Djakow, Iwan Zhivutskyi, Naum Zamalin, Iwan Karpenko, Jelisar Masel, Stepan Margelov, Pawel Muchin, Hryhorij Protasenia, Mikhai Rydewskyj, Pantelej Serdjuk, Jewgenij Uspenskyj, Josif Korenewskij:
Die Opfer wurden in den 1950er Jahren rehabilitiert.

## Gedenken

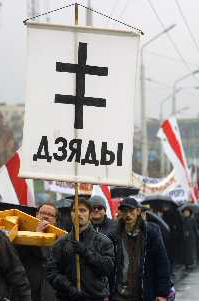
Aktion im Kurapaty-Trakt

Im Zuge der Glasnost wurde das Areal des Kurapaty-Waldes ab 1988 als Ort der Massenerschießungen identifiziert und erschlossen. Nach dem Zerfall der Sowjetunion erfolgte keine weitere Aufarbeitung der Verbrechen. Die Akten des KGB blieben für umfangreichere Recherchen verschlossen, der belarussische Staat verurteilte offiziell nie die stalinistischen Verbrechen und beendete aufkommende Nachforschungen der 1990er Jahre schließlich. Im Kurapaty wurde allerdings eine schlichte Gedenkstätte geschaffen, weshalb dort seit dem Oktober 2017 auch alljährlich Gedenkveranstaltungen stattfanden. Diese waren nicht staatlich organisiert, sondern von Privatleuten. In Minsk fanden zudem thematische Vorträge in Hinterhöfen statt. Die Bedeutung der Veranstaltungen nahm im Laufe der Jahre zu. So besuchten internationale Abgesandte noch im Oktober 2021 eine Grabstätte stalinistischer Opfer im Wald. Weltweit wurde in diesem Jahr in 38 Städten in 18 Ländern dieser Massenhinrichtung mit Veranstaltungen gedacht.
Seitdem wurden die Gedenkveranstaltungen aufgrund der inländischen Repressalien vollständig von Belarus ins Ausland verlegt. So gedachten im Oktober 2022 im Exil lebende belarussische Intellektuelle der Toten durch eine Lesung von Werken der Opfer auf einer Veranstaltung in der Nähe des KGB-Museums in Vilnius, auf der auch ein Theaterstück aufgeführt und Werke aktuell verfolgter Belarussen vorgetragen wurden. In diesem Jahr, dem 85. Jahrestag, waren es 40 Städte in 21 Ländern, in denen Gedenkveranstaltungen stattfanden.

## Rezeption
Im 21. Jahrhundert wurden eine Reihe von Liedern belarussischer Künstler erstellt, die auf den Gedichten der Hingerichteten basieren.